# 6906 Johnmills
A 6906 Johnmills (ideiglenes jelöléssel 1990 WC) a Naprendszer kisbolygóövében található aszteroida. Robert H. McNaught fedezte fel 1990. november 19-én.